# Conan il ragazzo del futuro
Conan il ragazzo del futuro (未来少年コナン?, Mirai shōnen Konan) è un anime televisivo del 1978 ideato e diretto da Hayao Miyazaki, con la collaborazione di Keiji Hayakawa e Isao Takahata, e prodotto dalla Nippon Animation, in co-produzione con NHK.
La serie si compone di 26 episodi ed è liberamente ispirata al romanzo The Incredible Tide di Alexander Key.

## Trama
(Prologo narrativo all'inizio di ogni episodio)

Francobolli giapponesi dedicati alla serie

La storia si svolge negli anni 2028-2030, in un contesto post-apocalittico.
Nei decenni precedenti l'inizio della storia l'avanzamento della scienza e della tecnologia avevano portato a scoperte sorprendenti per l'umanità. Tra queste una potente forma di antigravità, la possibilità di sfruttare in modo efficiente l'energia solare e di trasmetterla tramite microonde e un modo estremamente distruttivo di utilizzare l'energia elettromagnetica. Grazie a queste conquiste tecnologiche vennero esplorati altri pianeti, fu costruita una grande stazione orbitante per la raccolta dell'energia solare, furono varate vaste flotte di enormi aerei da guerra e fu costruita Indastria ("Industria" nel romanzo originale), un complesso scientifico e industriale che rappresentava la summa del progresso e della tecnica dell'epoca. La più grande speranza era riposta nell'energia solare, che prometteva una prosperità senza limiti per tutta l'umanità.
Purtroppo, nel luglio del 2008, l'ostilità tra due potenti nazioni rivali provocò la Terza Guerra Mondiale. Nel corso del conflitto le esplosioni di bombe elettromagnetiche – molto più potenti di qualsiasi arma atomica conosciuta – distrussero in poche ore oltre la metà della superficie della Terra. La stessa crosta terrestre ne risentì e l'asse di rotazione del pianeta fu spostato. La conseguenza di questi sconvolgimenti fu la frattura dei continenti che in gran parte si inabissarono sotto gli oceani. Solo pochi sopravvissuti riuscirono per caso a salvarsi dalle ondate di marea, rimanendo isolati nei pochi territori emersi. Tutti dovettero abbandonare le abitudini urbane del passato e ricominciare da zero a sopravvivere di quello che la natura poteva offrire; i più organizzati fondarono, dopo un duro inizio, villaggi agricoli. I gruppi umani che non riuscirono a organizzarsi regredirono invece a una vita primitiva e miserevole.
All'epoca della storia, venti anni dopo la guerra, l'unica città-stato ancora basata sulla tecnologia è la dispotica Indastria, in cui le persone sono divise in caste e la maggior parte della popolazione è sfruttata dai potenti. Indastria è in netto declino, negli anni trascorsi dalla guerra la sua popolazione è passata dai 50 000 profughi iniziali a meno di un migliaio e il reattore nucleare che alimenta gli impianti tecnologici si sta ormai esaurendo. In assenza di altre fonti di energia alla città rimane poco tempo da vivere, e la ricerca della chiave di accesso all'energia solare ha monopolizzato i pensieri della leadership di Indastria.
Conan è un ragazzo nato dopo la catastrofe, unico bambino nato da un gruppo di scienziati che cercarono inutilmente scampo fuori dall'orbita terrestre e immediatamente dopo il cataclisma precipitarono su un'isola deserta, unico affioramento di quello che un tempo era un continente, e che venne ribattezzata "L'Isola Perduta".
Ormai cresciuto, Conan vive sull'isola con il nonno, l'ultimo degli scienziati sopravvissuti, che pensa che sulla Terra non siano rimasti altri abitanti oltre a se stesso e il ragazzo. La vita di Conan è semplice e in intimo contatto con la natura; il ragazzo, dotato di una forza e un'agilità fuori dal comune, è un abile pescatore subacqueo, in grado di resistere in immersione molto più a lungo delle altre persone.
Un giorno Conan trova sulla spiaggia Lana, una ragazzina della sua età che, in fuga da una nave di Indastria, è naufragata sull'isola ed è svenuta. Soccorsa e curata da Conan e dal nonno, la ragazza rivela che molte altre persone sono sopravvissute alla catastrofe. In particolare spiega che nella sua isola di High Harbor la gente vive in pace e armonia, anche se è minacciata dalla lontana e aggressiva società di Indastria, in cui il vero potere è detenuto dal direttore Repka.
L'arrivo sull'Isola Perduta del Falco (aereo di Indastria inviato alla ricerca di Lana, il cui equipaggio è comandato dalla fredda Monsley) sconvolgerà la vita di Conan che, in poche ore, assiste al rapimento di Lana e alla morte del nonno, ucciso in un incidente mentre cerca di scacciare dall'isola gli arroganti invasori. Lana è ricercata da Indastria in quanto nipote del dottor Rao, l'ultimo degli scienziati in grado di utilizzare l'energia solare e le cui scoperte portarono anche alla produzione delle bombe elettromagnetiche che distrussero il mondo. Il dottor Rao, sopravvissuto al cataclisma e deluso dalla società di Indastria, aveva abbandonato il complesso industriale per stabilirsi a High Harbor e poi nascondersi sotto mentite spoglie.
Repka, il direttore di Indastria, di fronte all'imminente crisi energetica aveva dato ordine di rapire da High Harbor la nipote del dottor Rao per spingerlo a rivelare la sua identità e collaborare per la riattivazione della stazione spaziale di raccolta dell'energia solare. Lo scopo nascosto di Repka in realtà era quello di utilizzare l'energia solare per attivare gli armamenti nascosti nei bunker sotterranei di Indastria, con i quali avrebbe potuto conquistare facilmente quello che restava del mondo.
Conan promette al nonno di andare a cercare Lana e di mettersi in contatto con le altre persone che vivono ancora nel mondo. Costruita con mezzi di fortuna la sua imbarcazione, il ragazzo abbandona la sua Isola Perduta e comincia così il lungo viaggio che lo porterà dopo mille peripezie e pericoli a ricongiungersi con Lana e alla liberazione di tutti gli uomini e donne oppressi dalla tirannia di Indastria.
Nella sua impresa Conan viene aiutato da molte persone che progressivamente decidono di ribellarsi a Repka, come Jimsey (un ragazzino dall'aspetto selvatico incontrato da Conan in un'isola popolata da povera gente priva di un'organizzazione sociale), Dyce, capitano disertore della nave di Indastria Barracuda e, infine, la stessa Monsley, che prende coscienza del pericolo rappresentato da Repka.
Sebbene Indastria sia stata liberata, Repka riesce comunque ad attingere all'enorme potere dell'energia solare, di cui si serve per far decollare un gigantesco aereo da guerra tramite cui fugge coi suoi seguaci da Indastria, con lo scopo di dominare la Terra. Tuttavia, dopo un epico sabotaggio del Giganto realizzato da Conan, Jimsey e dal capitano Dyce, il malvagio tiranno-dittatore Repka precipita in mare col suo Giganto provocando una colossale esplosione. Alla fine la stessa Indastria sprofonda sotto le acque in seguito a un catastrofico disastroso terremoto, dopo che la gente ormai libera dal giogo della schiavitù si è imbarcata con destinazione High Harbor; il dottor Rao muore durante il viaggio di ritorno ad High Harbor, augurando a tutti i sopravvissuti di iniziare una nuova era; Dyce e Monsley si sposano e, assieme a Conan, Lana, Jimsey e alcuni abitanti di High Harbor e di Indastria, vanno a colonizzare l'"Isola Perduta", facendo tornare la speranza di una nuova era di pace sulla Terra.

## Personaggi

Protagonisti dell'anime nella copertina del 7° DVD italiano. In primo piano: Gimsey, Conan e Lana. Dietro: Lepka e Monsley.

Si noti che il doppiaggio storico presentava in vari casi nomi diversi dall'edizione più recente (per esempio il capitano Dyce era chiamato Deis; Orlo era chiamato Uro, eccetera): ciò è dovuto al fatto che spesso si tratta di nomi inglesi scritti in katakana con le modificazioni che ne derivano, il che rende difficile capire il nome straniero originario, e pertanto nell'adattamento anni '80 furono commessi diversi errori di interpretazione delle traslitterazioni. Lo stesso vale per i nomi di città e di luoghi (ad esempio, nell'edizione storica "Hyarbor" starebbe per High Harbor, "Indastria" sarebbe Industria pronunciato all'inglese, ecc.). Nel ridoppiaggio del 2007 tutte le traslitterazioni sono state corrette e riportate all'intenzione originale.
Nell'elenco vengono segnalati i nomi ufficiali dell'edizione del 2007, segnalando le differenze tra la prima e la seconda versione italiana.
Conan (コナン?, Konan)Il ragazzino dodicenne protagonista dell'intera vicenda, dotato di grande forza fisica, velocità e resistenza sovrumana, corre e nuota più veloce di qualsiasi adulto, ha la capacità di trattenere a lungo il respiro sott'acqua più degli altri esseri umani. Molto abile con l'arpione, riesce a usare le dita dei piedi, dotate di una plasticità fuori dal comune, quasi come le dita delle mani, e sfrutta la sua abilità per arrampicarsi e usare gli oggetti anche senza mani e braccia. Può stare senza mangiare più a lungo di altri esseri umani. Grazie alle sue abilità, riesce in più occasioni a fronteggiare persone fisicamente più grandi come i soldati di Indastria e sfuggire ad assalti con armi da fuoco. Abituato a una vita selvaggia, è un abile cacciatore e pescatore, ma in generale rispetta gli animali; di carattere allegro e giocoso, all'inizio della storia, avendo visto poche persone, è abituato a rapportarsi solo con suo nonno. Presto si affeziona a Lana verso cui sviluppa affetto e istinto di protezione.
Lana (ラナ?, Rana)La ragazzina coetanea e inseparabile amica di Conan. Viene ricercata da Indastria in quanto nipote del dottor Rao. Nel romanzo da cui è tratto l'anime si chiama Lanna. È dotata di poteri speciali come la telepatia, con la quale riesce a comunicare con gli animali e può creare un legame telepatico anche con alcune persone come Conan e il dottor Rao.
Jimsey/Gimsey (ジムシー?, Jimushī)Il primo amico di Conan, conosciuto sull'Isola della Plastica. Dall'aspetto primitivo, è un bonario amicone ghiotto di rane. È un arciere dalla mira quasi infallibile. Malgrado sia tozzo e di bassa statura, è forte e veloce quasi quanto l'amico.
Briac Rao (ラオ博士?, Rao-hakase)Nonno di Lana, ex astronauta e ingegnere, unico a conoscere il segreto dell'energia solare e il modo per ottenerla. Nel romanzo da cui è tratto l'anime si chiama Briac Roa.
Dyce (ダイス?, Daisu)(Deis nell'adattamento anni '80)
Capitano della nave Barracuda con cui Indastria si approvvigiona di plastica. Dal carattere irascibile, è probabilmente il più opportunista e complesso di tutti i personaggi. Nel corso degli eventi muta più volte atteggiamento non esitando ad aiutare Conan e Lana per ritornare a High Harbor. Successivamente però proverà ancora a tradirli pur di recuperare il Barracuda con l'aiuto di Orlo. Solo verso il finale sceglierà di abbandonare definitivamente i comportamenti ambigui. Nel romanzo da cui è tratto l'anime si chiama Dice.
Monsley (モンスリー?, Monsurī)Sovente chiamata Miss Monsley. Vice direttrice di Indastria. Braccio destro di Repka, abile stratega e soldatessa, rimane impressionata dalle abilità quasi sovrumane di Conan. Verso la fine della storia si "converte" e aiuterà Conan e i suoi amici a combattere la tirannia di Indastria. Nell'ultimo episodio si sposa con Dyce.
Repka (レプカ?, Repuka)(Lepka nell'adattamento anni '80)
Direttore di Indastria (che dirige con modi tirannici) nonché principale antagonista della storia. Malvagio, contorto e spietato, non esita a ottenere ciò che vuole usando la violenza e l'inganno.
Nonno (おじい?, Ojī)Nonno adottivo di Conan, ex scienziato e astronauta.
Dongoros(Goros nell'adattamento anni '80)
Nostromo del Barracuda (l'uomo con la voce ridicola).
PascoMarinaio del Barracuda (l'uomo con la pelle scura).
GutchieCuoco del Barracuda.
TeritVice del dottor Rao sulla piattaforma di recupero, cerca in tutti i modi la scalata verso le classi più alte di Indastria, oltre che di sbarazzarsi del suo capo, nonostante ne tema l'autorità. Nel 24º episodio Luka racconta a Conan che Terit è rimasto ucciso schiacciato dalla gru.
LukaAnziano addetto al recupero della nave affondata, ha una nipote dell'età di Lana.
Gull(zio Gooll nell'adattamento anni '80)
Esperto di esplosivi e pescatore del villaggio su High Harbor. Conan lavora per lui durante la sua permanenza sull'isola.
TekiSterna artica amica di Lana. Alla fine della storia, Lana penetra nella sua mente per poter volare e trovare Conan, perduto in mezzo all'oceano.
MukuCane che aveva Monsley da bambina, poco prima della Catastrofe.
Guzu/XzooAssistente di Monsley in divisa verde e coi baffetti, l'accompagna quasi sempre. È indirettamente responsabile insieme a Mosley della morte del nonno di Conan.
Comitato di IndastriaIngegneri che hanno progettato la Torre del Sole e la bomba magnetica che ha semidistrutto il pianeta. Dovrebbero essere la classe dirigente di Indastria, ma sono troppo presi dalla gestione della città per rendersi conto delle mire di Repka. Alla fine della storia, rendendosi conto di essere ormai un retaggio del passato, non fuggiranno dalla città e verranno inghiottiti assieme a essa dall'oceano.
RookeCapo dei ribelli degli abitanti del sottosuolo. Liberato da Conan durante la sua prigionia a Indastria, guiderà la rivolta degli cittadini delle classi inferiori contro Repka.
Oghi(Ojii = nonno in giapponese)
Anziano abitante del sottosuolo. Conan gli si affeziona subito in quanto è del tutto simile a suo nonno.
Orlo(Uro nell'adattamento anni '80)
Ragazzo prepotente che abita con la sua banda nell'area opposta al villaggio di High Harbor, che aiuterà Monsley a prendere possesso dell'isola e a imprigionare i suoi abitanti.
TeraViziata sorella di Orlo. Si affeziona a Jimsey.
MeisarFiglia del dottor Rao e zia di Lana, abitante dell'isola di High Harbor. Nel libro si chiama Mazal (pronuncia: “meizal”).
ChanMarito di Meisar, medico di High Harbor.
Borgomastro EatonCapovillaggio di High Harbor.
TàrocosCapo operaio di High Harbor.
ChitCapo del villaggio degli orfani a High Harbor e giovane pastore.
Sembra Buono(Delizioso nell'adattamento anni '80)
Maialino bricconcello allevato da Jimsey e futuro patriarca di tutti i maiali dell'Isola Perduta.

## Ambientazioni
L'Isola PerdutaÈ così che Conan chiama l'isola dove ha vissuto assieme al nonno da quando è nato ed è il luogo in cui anni prima era precipitata la navicella che stava trasportando un gruppo di donne e uomini in fuga dalla Terra in guerra, tra i quali i futuri genitori di Conan. Si trova a oriente dell'isola della plastica, oltre il Mare Rabbioso.
L'Isola della plastip o della plasticaIsola dove vive Jimsey e in cui gli abitanti di Indastria cercano la plastica che trasportano con il Barracuda, oltre che prelevare gli uomini adulti per usarli come schiavi in Indastria.
High Harbor(Hyarbor nell'adattamento anni '80)
Isola di Lana, caratterizzata da un grande lago interno (High Harbour significa "baia alta"). Isola con diversi piccoli villaggi e abitanti, con una numerosa varietà di cibi e animali, dove si coltiva il frumento e si ottiene il pane grazie ai mulini a vento che alimentano anche la segheria, il fabbro e la fabbrica di tessuti.
IndastriaResti di una grande città futuristica di cui rimane solo la Torre del Sole.
La Torre del SoleCuore della città industriale prima che questa fosse distrutta. Centro di "raccolta" dell'energia solare costruito agli albori del ventunesimo secolo, è un'enorme struttura triangolare composta da tre torri (X, Y e Z) che servono a convogliare l'energia attraverso enormi specchi fotovoltaici posti sulle sommità delle stesse.
Il Nucleo(Blocco Core nell'adattamento anni '80)
Enorme cavità sotterranea, un tempo rifugio/bunker degli scampati alla Grande Catastrofe della 3ª Guerra mondiale.
Il DesertoLuogo arido e sabbioso caratterizzato dalla presenza di centinaia di residuati bellici.
La PiattaformaStazione di lavoro con macchine operatrici alle dipendenze di Indastria gestita dal dottor Rao, sotto le mentite spoglie dell'ingegnere Patch.

## Mezzi di trasporto e mezzi militari
- Il Falco – Aereo idrovolante ad elica spingente color arancio, pilotato anche da Monsley.
- Barracuda – Nave bialbero del capitano Dyce.
- La macchina volante – Piccolo velivolo del dottor Rao.
- Il sommergibile volante – Veicolo del dottor Rao in grado sia di navigare che di volare.
- Robonoide – Macchinario da lavoro dotato di braccia e gambe, utilizzabile anche per combattimenti e fughe.
- La cannoniera – Nave da guerra di Indastria.
- Giganto (chiamato "aereo gigante" o "il gigante" nell'adattamento anni '80) – Enorme aereo da guerra utilizzato nel terzo conflitto mondiale e da allora nascosto sotto la Torre di Indastria.

## Tematiche
Nel cartone animato è facile distinguere ad una sola occhiata il bene (i contadini, la natura) dal male (l'industria e le macchine) anche se molte persone ritenute in principio malvagie si trasformano aiutando il protagonista nella lotta alle macchine e alle armi, responsabili della guerra che ha devastato la Terra.
I personaggi hanno costumi semplici. Gli abitanti di Indastria hanno delle divise, differenti in base al grado di importanza nella rigida scala sociale della città; le donne vestono quasi sempre abiti femminili (solo Mosley fa eccezione); gli scienziati del Comitato sono minimamente caratterizzati. Se i paesaggi naturali sono curati in tutto il dettaglio possibile per gli standard degli anni settanta, gli ambienti artificiali sono invece volutamente grigi e spogli.
Un tema ricorrente è la nostalgia e il confronto tra passato e presente. Lungo tutta la storia sono evidenti i richiami alla società del passato (città sommerse, resti della vecchia società dispersi ovunque sulle isole e nel Nucleo della Torre Triangolare, immagini del passato nella Torre del Sole, ecc.) e al dolore per quanto è andato perduto. Tuttavia molti personaggi ritengono che la vita nell'epoca attuale sia migliore di quella precedente al cataclisma (emblematici a questo proposito sono il nonno di Conan e il sindaco di High Harbor), e non rimpiangono l'abbandono della mentalità che imperava prima della terza guerra mondiale.
Anche la scienza viene guardata con occhio molto critico, in quanto possibile responsabile di grandi distruzioni. Il dottor Rao si rivela essere uno degli scienziati che lavorarono al progetto della bomba magnetica; ossessionato dal rimorso per il grande male commesso, in tutta la storia si adopera per salvare quante più persone possibile, così "da compensare con un po' di bene all'immenso male che ha fatto". Il dottor Rao si oppone disperatamente a che l'energia solare, l'ultimo segreto tecnologico di cui è depositario, finisca nelle mani sbagliate, causando altri lutti.
Anche il consiglio degli scienziati di Indastria (il Comitato) ha una connotazione negativa: nessuno degli scienziati che lo compongono è un uomo malvagio, tuttavia questi uomini vivono arroccati nella Torre del Sole, circondati dalla tecnologia. Nella loro torre d'avorio non si accorgono delle macchinazioni di Repka per il potere, né del fatto che gran parte della popolazione di Indastria vive in condizioni di schiavitù, vessata dai seguaci del malvagio dittatore (che sempre dalle parole del dottor Rao, è "l'ultimo [rimasto] di quelli che distrussero il mondo").

## Produzione e trasmissione
La serie è stata trasmessa per la prima volta in Giappone dal 4 aprile al 31 ottobre 1978 dalla NHK e in seguito sulla rete satellitare dedicata agli anime Animax, per poi venire doppiata in inglese per il mercato del Sud e del Sud-Est asiatici. La serie esordì in Giappone rivelandosi un clamoroso flop. Secondo quanto riportato su Mangazine n. 34 (che dedicò un dossier a Conan in occasione della pubblicazione della serie in VHS ad opera della Granata Press) le cause furono essenzialmente tre:
- a quei tempi la NHK non era famosa per gli anime e la serie fu trasmessa nel tardo pomeriggio, nella stessa fascia oraria dei programmi di maggior successo delle emittenti avversarie;
- in Giappone, il romanzo originale e il suo autore erano sconosciuti ai più, quindi la loro (scarsissima) fama non contribuì a far crescere l'interesse dei potenziali telespettatori;
- la programmazione di Conan iniziò mentre la serie era ancora in fase di lavorazione, e spesso la trasmissione veniva rimandata perché gli episodi non erano pronti in tempo.

Successivamente la serie fu riproposta dalla stessa NHK e da alcune emittenti private riscontrando un notevole successo. Per questo motivo, l'11 marzo 1984 fu distribuito nei cinema giapponesi il film “Conan il ragazzo del futuro versione speciale: La resurrezione dell'enorme macchina Giganto” (未来少年コナン 特別編 巨大機ギガントの復活?, Mirai shōnen Conan tokubetsu-hen - Kyodai-ki giganto no fukkatsu), un montaggio degli ultimi tre episodi: esso non è mai uscito all'estero ed è reperibile solo nelle edizioni giapponesi della serie in DVD e Blu-ray.
Conan il ragazzo del futuro venne venduta all'estero e tradotta in molte lingue, tra cui francese, spagnolo, italiano, portoghese e arabo; la serie è stata diffusa anche in America Latina, nel mondo arabo e in altre regioni del mondo.

### Edizione italiana
In Italia la serie fu distribuita dalla Doro Tv Merchandising con il titolo Conan e andò in onda a partire dal settembre 1981 su molte emittenti locali, fra cui la veneta TelePadova, riscuotendo un forte successo. Nella sigla di apertura dell'edizione televisiva italiana, Hayao Miyazaki era accreditato come "Shun Miyazaki", mentre Keiji Hayakawa come "Tetsuzo Hayakawa". La serie fu accompagnata dall'omonima sigla italiana cantata da Georgia Lepore. Conan fu replicata da Rete 4 nel 1982 e successivamente anche da TMC, Euro TV e Junior TV e altre televisioni locali. Dopo alcuni anni di oblio fu la stessa TMC a rilanciare il cartone nel 1995 con una nuova sigla italiana interpretata dai Cartoon Kids; più o meno contemporaneamente la serie fu replicata anche su Italia 7 e Junior TV con la prima sigla.
La serie è stata pubblicata in Italia in videocassetta nel 1993 dalla Granata Press, nel 1996 dalla Dynamic Italia e nel 1999 dalla Yamato Video. Successivamente è stata edita per due volte in DVD: nel 2000 dalla Yamato con il doppiaggio realizzato per l'edizione televisiva e i sottotitoli per le poche scene all'epoca tagliate, e in seguito, nel 2007-2008, dalla Dynit. Quest'ultima versione include in più un nuovo doppiaggio, a opera della Sefit-CDC in collaborazione con Studio Delta di Torino, più aderente ai dialoghi originali, unitamente a quello storico. La versione ridoppiata è stata trasmessa nel 2007 dal canale Cultoon di Sky e dal 20 dicembre 2010 pubblicata e resa disponibile senza limiti di tempo sulla web tv gratuita on demand Popcorn TV, la quale tuttavia ha smesso di distribuire la serie nel 2012.
Nel marzo 2021 la serie è stata inserita nell'offerta di Amazon Prime Video con il ridoppiaggio italiano del 2007 e l'audio originale giapponese sottotitolato.
Dal gennaio 2023 la serie passa totalmente su Netflix ed è stato trasmesso sul canale Supersix nel Febbraio 2025.

### Doppiaggio
Della serie esistono due doppiaggi italiani. Il primo è stato eseguito nel 1981 dalla Cinitalia Edizioni con le voci della CDC per la messa in onda nelle TV locali dell'epoca. Enzo Consoli ha curato i dialoghi italiani e diretto il doppiaggio.
Nel 2007 la serie è stata ridoppiata presso lo studio SEFIT-CDC (in collaborazione con Studio Delta di Torino) per la trasmissione sul canale Cultoon e la distribuzione Dynit. Il ridoppiaggio fu dedicato a Enzo Consoli, scomparso qualche mese prima, direttore del primo doppiaggio, oltre a essere stato la voce del capitano Dyce. I dialoghi italiani sono a cura di Gualtiero Cannarsi, mentre la direzione del doppiaggio è di Stefano Brusa, Stefano Crescentini (nei primi 11 episodi) e Angela Brusa (nei restanti episodi).
Così come nella sezione "Personaggi", vengono indicati i nomi dell'edizione del 2007, segnalando in parentesi quelli dell'edizione 1981 se diversi.
| Personaggio                   | Voce originale    | Voce italiana ed. 1981 | Voce italiana ed. 2007       |
| ----------------------------- | ----------------- | ---------------------- | ---------------------------- |
| Conan                         | Noriko Ohara      | Marco Guadagno         | Gabriele Patriarca           |
| Lana                          | Mieko Nobusawa    | Monica Cadueri         | Eva Padoan                   |
| Jimsey                        | Kazuyo Aoki       | Massimo Corizza        | Paolo Vivio                  |
| Dottor Rao                    | Masato Yamanouchi | Giovanni Petrucci      | Dario Penne                  |
| Capitano Dyce (Deis)          | Ichirō Nagai      | Enzo Consoli           | Roberto Stocchi              |
| Dongoros (Goros)              |                   | Enrico Luzi            | Donato Sbodio                |
| Monsley                       | Rihoko Yoshida    | Silvana Sodo           | Cinzia De Carolis            |
| Repka (Lepka)                 | Iemasa Kayumi     | Massimo Corizza        | Luca Ward                    |
| Nonno di Conan                |                   | Gino Pagnani           | Dante Biagioni               |
| Gus                           |                   | Sergio Fantoni         | Roberto Accornero            |
| Gutchie (cuoco del Barracuda) | Hiroshi Masuoka   | Sergio Gibello         | Cesare Rasini                |
| Pasco                         | Issei Futamata    |                        | Domenico Brioschi            |
| Anziani del Consiglio         |                   |                        | Franco Vaccaro Santo Versace |
| Luka                          | Tetsuo Mizutori   |                        | Adolfo Fenoglio              |
| Terit                         | Rokurō Naya       |                        | Claudio Moneta               |
| zia Meizar                    | Masako Saito      | Delia Valle            | Caterina Rochira             |
| zio Chan                      | Takemi Nakamura   | Enrico Luzi            | Andrea Zalone                |
| signor Gull (zio Gool)        | Kōhei Miyauchi    | Enrico Luzi            | Michele Di Mauro             |
| Borgomastro (Capovillaggio)   |                   | Giovanni Petrucci      | Claudio Parachinetto         |
| Orlo (Uro)                    | Hiroya Ishimaru   | Giorgio Locuratolo     | Danilo Brugia                |
| Tera                          | Noriko Tsukase    | Delia Valle            | Patrizia Mottola             |
| Chito (Cith)                  | Hideyuki Tanaka   |                        | Stefano Brusa                |
| Rooke                         |                   |                        | Lorenzo Scattorin            |
| Voce narrante                 | Masato Ibu        |                        | Massimo Lodolo               |

## Staff tecnico
Membri dello staff oltre ai membri elencati nella tabella e approfondimenti:
- Sceneggiatori: Hayao Miyazaki (ep.1-4, 8, 12, 15-19, 22-26), Keiji Hayakawa (ep. 3, 4, 8, 12, 15), Isao Takahata (ep. 7, 9, 10, 13, 20), Seiji Okuda (ep. 5, 6), Yoshiyuki Tomino (ep. 14, 21), Noboru Ishiguro (ep. 11), Takayoshi Suzuki (ep. 17)
- Progettazione e produzione: Nippon Animation
- Co-direttore: Keiji Hayakawa
- Assistenti direttori: Takayoshi Suzuki, Ken'ichi Baba
- Produttori: Junzō Nakajima, Shigeo Endō
- Produttore esecutivo: Kōichi Motohashi
- Responsabile di produzione: Mitsuru Takakuwa
- Assistenti di produzione: Nobuaki Hosoda (ep.1-26), Kazuhiko Hoshīde, Kōji Takeuchi, Shūji Uchiyama, Yoshimasa Kanda
- Progettazione: Shōji Satō
- Fotografia: Tokyo Animation Firm Hitoshi Kaneko, Masatatsu Shimizu
- Sfondi: Atelier Rourke Masamichi Takano, Taisaburō Abe, Junji Kasahara
- Controllo finale e colori: Michiyo Yasuda
- Pubblicazione: Takeshi Seyama
- Sviluppatori: Tōyo Genzōsho
- Effetti: Hidenori Ishida
- Direttore del suono: Shigeharu Shiba
- Registrazione audio: Kunio Kuwabara
- Produzione audio: Omnibus Promotion
- Studio audio: Cinebeam
- Produzione: Nippon Animation, NHK

## Sigle
Sigla d'apertura originale
Ima chikyū ga mezameru (今地球がめざめる?), musica e arrangiamento di Shin'ichirō Ikebe, testo di Hikaru Kataoka, è interpretata da Naozumi Kamata e Yūko Yamaji.
Sigla di chiusura originale
Shiawase no yokan (幸せの予感?), musica e arrangiamento di Shin'ichirō Ikebe, testo di Hikaru Kataoka, è interpretata da Naozuki Kamata e Yūko Yamaji.
Sigla di apertura italiana (Ed. Doro TV, 1981)
Conan, musica di Massimo Buzzi, testo di Lucio Macchiarella, arrangiamento di Mario Scotti, è interpretata da Georgia Lepore ed incisa sul singolo Conan/Fiordiligi.
L'edizione italiana in questa versione fu quasi sempre trasmessa priva di sigla di chiusura.
Sigla di apertura e chiusura italiana (Ed. TMC, 1995)
Conan, musica di Silvio Amato, testo di Fabrizio Berlincioni e G. Munafò, è interpretata da Antonio Galbiati.

## Titoli internazionali
- 未来 少年 コナン ("Mirai shōnen Konan", "Conan ragazzo del futuro")
- Future Boy Conan ("Conan ragazzo del futuro")
- Conan il ragazzo del futuro
- عدنان ولينا ("Adnàn wa Lina", "Adnan e Lina")
- 미래 소년 코난 ("Milae sonyeon Konan", "Conan ragazzo del futuro")
- Conan O Rapaz do Futuro ("Conan il ragazzo del futuro")
- Conan le fils du futur ("Conan il figlio del futuro")
- Conan, el Niño del Futuro ("Conan, il bambino del futuro")
- Конан - мальчик из будущего ("Konan - Malʹchik iz budushchego", "Conan - Il ragazzo dal futuro")